# Hardy Rittner
Hardy Rittner (* 9. Mai 1981 in Rüsselsheim) ist ein deutscher Pianist und Klavierpädagoge.

## Leben
Rittner erhielt seinen ersten Klavierunterricht mit vier Jahren und begann sein Klavier- und Hammerklavierstudium 1998 an der Universität Mozarteum/Salzburg in den Klassen von Karl-Heinz Kämmerling und Siegbert Rampe. Nach dem dortigen Diplom 2003 mit Auszeichnung setzte er sein Studium an der Universität der Künste in Berlin bei Klaus Hellwig fort und schloss dort 2007 ab. Im Jahre 2009 absolviert er ein Aufbaustudium, das zum Konzertexamen führt; außerdem widmet er sich seinem weiteren Hauptfach Musiktheorie, welches er bei Hartmut Fladt – ebenfalls an der Universität der Künste Berlin – studiert. Hardy Rittner belegte Meisterkurse bei Paul Badura-Skoda, Dominique Merlet, Christian Zacharias und Andrej Gavrilov und erhielt wesentliche künstlerische Anregungen durch Maria João Pires, Sylvain Cambreling, Ivo Pogorelich und Krystian Zimerman.
Rittner gab Konzerte in Europa, den USA, Südkorea und Taiwan, wo er während einer Tournee in der National Concert Hall Taipeh debütierte. Im Sommer 2007 konzertierte er auf Einladung des Bundespräsidenten im Schloss Bellevue. Als Rundfunkproduktion entstand eine Aufnahme von Pierre Boulez, Sonate Nr. 1. Es erschienen Brahms-CDs Early Piano Works – als erste Einspielungen früher Klavierwerke von Brahms auf originalen Pianoforte der Zeit. Er verwendete dafür Instrumente von Johann Baptist Streicher von 1851 sowie von Ignaz Bösendorfer von 1849/50.
Rittner lebt in Berlin.
Im Jahr 2007 erhielt er einen Ruf als Professor für Klavier an die Hochschule für Musik Freiburg.

## Auszeichnungen
Hardy Rittner, der seit Mai 2009 im Rahmen des stART-Programmes von Bayer Kultur gefördert wird, war 1996 jüngster Preisträger in der Geschichte des Klavierwettbewerbs Rina Sala Gallo in Monza (Italien), 2002 Preisträger der Académie de Musique Lausanne (im Duo mit Yue-Yen Li, Violine) und erhielt 2005 den Spezialpreis für die beste Interpretation des Interludium A von Isang Yun beim internationalen Klavierwettbewerb Gyeongnam in Südkorea. Rittner wurde aufgenommen in die Reihe „Live-Music Now“ Salzburg und 2002/2003 durch das Herbert von Karajan Centrum in Wien für seine außergewöhnliche künstlerische Begabung gewürdigt.
Im Oktober 2009 erhielt Rittner den Echo-Klassik-Preis der Deutschen Musikindustrie als „Nachwuchskünstler des Jahres 2009“.

## Diskographie
- 2008 – CD 1: der frühe Brahms (MDG)
- 2008 – CD 2: der frühe Brahms (MDG)
- 2009 – CD 3: Arnold Schönberg, Sämtliche Klavierwerke (MDG)